# Cimitero dei martiri della nazione d'Albania
Il cimitero dei martiri della nazione d'Albania (in albanese Varrezat e Dëshmorëve të Kombit të Shqipërisë) è un cimitero monumentale e memoriale di Tirana.
Il cimitero ospita in totale 839 tombe, occupate prevalentemente da vittime di guerra e del governo comunista e fino agli anni '90 ha ospitato anche la tomba di Enver Hoxha. Al suo interno è stata realizzata la statua Madre Albania.

## Storia
Nel secondo dopoguerra era stato realizzato un primo cimitero per onorare la memoria dei caduti durante la seconda guerra mondiale nei pressi della chiesa di San Procopio all'interno del Parku i Madh.
Nel corso degli anni successivi si pensò tuttavia di realizzare un nuovo cimitero monumentale che dominasse Tirana dalla collina posta tra il palazzo delle Brigate e il sanatorio, che fu realizzato nel 1971 su progetto dell'architetto Besim Daja. Tra i primi martiri sepolti nel nuovo cimitero vi furono: Qemal Stafa, Nako Spiru, Alqi Kondi e Gogo Nushi.
Dopo la sua morte vi fu sepolto anche Enver Hoxha, la cui salma è stata poi trasferita in un cimitero minore dopo la caduta del governo comunista.

## Personaggi illustri sepolti nel cimitero
- Azem Hajdari (1963-1998) - politico albanese
- Alqi Kondi (1925-1945) - politico albanese
- Skerdilajd Llagami (1969-2001) - militare albanese
- Gogo Nushi (1913-1970) - politico albanese
- Vasil Shanto (1913-1944) - politico albanese
- Nako Spiru (1918-1947) - politico albanese
- Qemal Stafa (1920-1942) - politico albanese
- Feti Vogli (1981-2012) - militare albanese